# Viggo Larsen
Viggo Larsen (Copenhaga, Dinamarca, 14 de agosto de 1880 – Copenhaga, Dinamarca, 6 de janeiro de 1957) foi um ator, diretor e produtor cinematográfico dinamarquês. Entre os anos de 1906 e 1942, ele atuou em 144 filmes, além de dirigir cerca de 160 filmes entre 1906 e 1921 e produzir 19. Escreveu, também, alguns roteiros para o cinema.

## Biografia
Inicialmente trabalhou no Biograph Theater, em Chicago, onde conheceu Ole Olsen, fundador da Nordisk Films Kompagni, com quem se vincula e dirige semi-documentários de curta-metragem a partir de 1906, tais como Lovejagten, de 1906, em que além de dirigir, também atuou, além de romances. O filme “Lovejagten” alcançou relativo sucesso, mas causou polêmica, em especial na Dinamarca, pois mostrava os caçadores atirando verdadeiramente em dois leões de cativeiro.
Com a interpretação do personagem Sherlock Holmes, que veiculou nos cinemas em 1908, Viggo se tornou o segundo ator a fazer o famoso detetive, tendo-o interpretado em oito filmes.
Em 1910, deixou a Dinamarca, e entre 1911 e 1923, fez filmes na Alemanha, onde conheceu a atriz Wanda Treumann, em Berlim, com quem fez diversos filmes. Juntos fundaram, em 1912, a produtora Produktionsfirma Treumann Larsen Film GmbH.
Viggo Larsen foi casado duas vezes, a primeira com a atriz alemã Wanda Treumann e mais tarde com Karin Nielsen. Permaneceu na Alemanha até o fim da Segunda Guerra Mundial e em 1945, voltou para a Dinamarca, onde morreu em 6 de janeiro de 1957.

## Filmografia seleta
- Kameliadamen (1907)
- Løvejagten (1907)
- Arsène Lupin contra Sherlock Holmes (1910)
- Frank Hansen's Fortune (1917)
- The Pearl of the Orient (1921)